# Mamadou Samassa (football, 1990)
Pour les articles homonymes, voir Mamadou Samassa.
Ne doit pas être confondu avec Mamadou Samassa (football, 1986), attaquant
Mamadou Samassa, né le 16 février 1990 à Montreuil (Seine-Saint-Denis), est un footballeur international malien qui évolue au poste de gardien de but au Stade Lavallois.
Il a joué en Ligue 1 et Ligue 2 avec Guingamp et Troyes, puis en Turquie, en Grèce et en Malaisie. Il entame en 2024-2025 une 6e saison comme gardien de but titulaire en Ligue 2.

## Biographie

### En club
Mamadou Samassa naît en France de parents maliens et grandit à Collinée en Bretagne. Formé à l'En avant de Guingamp, il intègre l'équipe senior et devient immédiatement titulaire lors de la saison 2010-2011, alors que le club vient d'être relégué en National. Il joue son premier match professionnel le 30 juillet 2010 lors du premier tour de la Coupe de la Ligue à Grenoble (victoire 1-2), dispute 38 des 40 rencontres de National et participe activement à la remontée immédiate du club en Ligue 2. Durant l'été 2011, l'expérimenté Vincent Planté est recruté pour le seconder. Samassa perd un temps sa place de titulaire au printemps 2012 mais joue cependant la plupart des matchs les deux saisons.
À la suite de la promotion du club en Ligue 1 en 2013, Samassa se voit seconder par Guy Roland Ndy Assembe, prêté par l'AS Nancy Lorraine. Profitant d'une blessure de Samassa à l'automne, Assembe prend la place de titulaire à partir de novembre 2013. Il obtient cependant du temps de jeu en Coupe de France, et grâce à de convaincantes prestations, il retrouve sa place de titulaire dans les cages à partir de la mi-février, pour la conserver jusqu'à la fin de la saison et contribuer à la fois au maintien de son équipe parmi l'élite et à la victoire en Coupe de France, où il est titulaire en finale. En juin 2014, le gardien Jonas Lössl est recruté comme titulaire. Samassa joue son premier match de Coupe d'Europe en septembre 2014 sur le terrain de la Fiorentina, mais reste essentiellement la doublure du Danois jusqu'à la fin de son contrat en 2016.
Mamadou Samassa signe en 2016 à Troyes, qui vient d'être relégué en Ligue 2 et où il retrouve un poste de titulaire. Le club termine à la 3e place et remonte immédiatement dans l'élite. Il démarre titulaire mais les mauvais résultats du club lui font perdre sa place à la mi-saison au profit d'Erwin Zelazny. Le club est finalement relégué, Zelazny part et Samassa retrouve en Ligue 2 sa place de titulaire. Les Troyens terminent de nouveau à la 3e place mais s'inclinent cette fois en barrage de montée face au Racing Club de Lens.
Le 15 juin 2019, en fin de contrat avec Troyes, il s'engage pour deux saisons avec le club turc de Sivasspor. Lors de son premier match, contre Beşiktaş, il est blessé au ventre après un choc avec l'attaquant Tyler Boyd et s'évanouit en sortant du terrain. Il participe cependant activement à la qualification du club en Ligue Europa 2020-2021 et reste titulaire jusqu'au début de l'année 2021. Après deux saisons à Sivasspor, il signe en 2021 à Levadiakos en Grèce mais ne joue pas. Il signe pendant l'hiver au Sri Pahang pour la saison 2022 du championnat malaisien. 
Pendant l'été 2023, il fait son retour en France en signant au Stade lavallois, en Ligue 2, pour trois saisons. Auteur de prestations saluées, il est titulaire au sein d'une équipe qui fait partie des prétendants à la montée jusqu'aux dernières semaines,. 

### En sélection
Mamadou Samassa connaît au moins une sélection avec l'équipe de France des moins de 18 ans et en équipe de France des moins de 20 ans lors des Jeux de la Francophonie 2009 au Liban, en participant à la rencontre face au Maroc (défaite 0-1),.
Il choisit cependant finalement de représenter le Mali, le pays d'origine de ses parents. Le 3 septembre 2009, il est convoqué pour la première fois par le sélectionneur Patrice Carteron pour disputer la rencontre comptant pour les éliminatoires de la CAN 2013 face au Botswana. Il n'entre cependant pas en jeu. Le 13 octobre 2009, il est titularisé pour le match retour face au Botswana et connaît donc sa première sélection en équipe nationale du Mali lors de cette rencontre remportée 4-1 par les Aigles.
Il est sélectionné pour la Coupe d'Afrique des nations 2013, dont il dispute quatre matchs et rapporte la médaille de bronze.
Il choisit de ne pas participer à la Coupe d'Afrique des nations 2024. Il explique sa décision par sa volonté d'aider son club de Laval qui a relancé sa carrière et qui est à la mi-saison à la lutte pour la montée en Ligue 1. La Fédération malienne de football accepte ce choix et décide de ne pas sanctionner le joueur.

## Statistiques
| Saison                | Club                  | Championnat           | Championnat | Championnat | Coupe nationale | Coupe nationale | Coupe de la Ligue | Coupe de la Ligue | Compétition(s) continentale(s) | Compétition(s) continentale(s) | Compétition(s) continentale(s) | Mali | Mali | Total | Total |
| Saison                | Club                  | Division              | M.          | B.          | M.              | B.              | M.                | B.                | Comp.                          | M.                             | B.                             | M.   | B.   | M.    | B.    |
| 2010-2011             | En avant de Guingamp  | National              | 38          | 0           | 1               | 0               | 3                 | 0                 | -                              | -                              | -                              | -    | -    | 42    | 0     |
| 2011-2012             | En avant de Guingamp  | Ligue 2               | 26          | 0           | 1               | 0               | 1                 | 0                 | -                              | -                              | -                              | -    | -    | 28    | 0     |
| 2012-2013             | En avant de Guingamp  | Ligue 2               | 33          | 0           | -               | -               | -                 | -                 | -                              | -                              | -                              | 6    | 0    | 39    | 0     |
| 2013-2014             | En avant de Guingamp  | Ligue 1               | 19          | 0           | 6               | 0               | -                 | -                 | -                              | -                              | -                              | 1    | 0    | 26    | 0     |
| 2014-2015             | En avant de Guingamp  | Ligue 1               | 9           | 0           | 4               | 0               | -                 | -                 | C3                             | 1                              | 0                              | 4    | 0    | 18    | 0     |
| 2015-2016             | En avant de Guingamp  | Ligue 1               | 1           | 0           | -               | -               | -                 | -                 | -                              | -                              | -                              | -    | -    | 1     | 0     |
| Sous-total            | Sous-total            | Sous-total            | 126         | 0           | 12              | 0               | 4                 | 0                 | -                              | 1                              | 0                              | 11   | 0    | 154   | 0     |
| 2016-2017             | ES Troyes AC          | Ligue 2               | 37+2        | 0           | -               | -               | 1                 | 0                 | -                              | -                              | -                              | -    | -    | 40    | 0     |
| 2017-2018             | ES Troyes AC          | Ligue 1               | 21          | 0           | 2               | 0               | -                 | -                 | -                              | -                              | -                              | 1    | 0    | 24    | 0     |
| 2018-2019             | ES Troyes AC          | Ligue 2               | 36+1        | 0           | 1               | 0               | -                 | -                 | -                              | -                              | -                              | 2    | 0    | 40    | 0     |
| Sous-total            | Sous-total            | Sous-total            | 97          | 0           | 3               | 0               | 1                 | 0                 | -                              | 0                              | 0                              | 3    | 0    | 104   | 0     |
| 2019-2020             | Sivasspor             | Süper Lig             | 33          | 0           | 1               | 0               | -                 | -                 | -                              | -                              | -                              | -    | -    | 34    | 0     |
| 2020-2021             | Sivasspor             | Süper Lig             | 18          | 0           | -               | -               | -                 | -                 | C3                             | 6                              | 0                              | -    | -    | 24    | 0     |
| Sous-total            | Sous-total            | Sous-total            | 51          | 0           | 1               | 0               | -                 | -                 | -                              | 6                              | 0                              | -    | -    | 58    | 0     |
| 2021-2022             | APO Levadiakos        | Superleague 2         | -           | -           | 1               | 0               | -                 | -                 | -                              | -                              | -                              | -    | -    | 1     | 0     |
| Sous-total            | Sous-total            | Sous-total            | -           | -           | 1               | 0               | -                 | -                 | -                              | -                              | -                              | -    | -    | 1     | 0     |
| 2021-2022             | Pahang FA             | Super League          | 21          | 0           | 2               | 0               | 3                 | 0                 | -                              | -                              | -                              | -    | -    | 26    | 0     |
| Sous-total            | Sous-total            | Sous-total            | 21          | 0           | 2               | 0               | 3                 | 0                 | -                              | -                              | -                              | -    | -    | 26    | 0     |
| 2023-2024             | Stade lavallois       | Ligue 2               | 36          | 0           | -               | -               | -                 | -                 | -                              | -                              | -                              | -    | -    | 36    | 0     |
| 2024-2025             | Stade lavallois       | Ligue 2               | 15          | 0           | -               | -               | -                 | -                 | -                              | -                              | -                              | -    | -    | 15    | 0     |
| Total sur la carrière | Total sur la carrière | Total sur la carrière | 346         | 0           | 19              | 0               | 8                 | 0                 | -                              | 7                              | 0                              | 14   | 0    | 394   | 0     |

## Palmarès
Mamadou Samassa remporte la Coupe de France en 2014 avec l'En avant Guingamp et est finaliste du Trophée des champions 2014.